# 2015年中国女子足球协会杯比赛
2015年中国女子足球协会杯比赛是2015年举办的中国女子足协杯比赛，由中国足球协会主办。比赛时间是2015年3月1日-15日，地点在云南昆明海埂体育训练基地，共有15支女子足球队参赛。

## 赛程
比赛采取集中赛会制，分两个阶段进行。第一阶段，根据2014年全国女子足球协会杯赛名次排名进行蛇形排列，分为A、B、C三个小组，每组5支球队分别进行单循环比赛，排出三个小组的各自名次。第二阶段，三个小组间进行同名次比赛（单循环），最终排出2015年全国女足足协杯赛名次。

## 分组
| 组别 | 球队   | 球队 | 球队 | 球队 | 球队 |
| ---- | ------ | ---- | ---- | ---- | ---- |
| A组  | 大连   | 上海 | 长春 | 广东 | 武汉 |
| B组  | 解放军 | 江苏 | 天津 | 浙江 | 河南 |
| C组  | 河北   | 山东 | 北京 | 四川 | 陕西 |